# Der Neurosenkavalier
Der Neurosenkavalier (Wortspiel aus Neurose und Rosenkavalier) ist eine Boulevardkomödie in vier Akten von Gunther Beth und Alan Cooper (eigentlich Dieter B. Gerlach). Sie spielt in einer psychotherapeutischen Praxis, in die sich der Kaufhausdieb Felix Bollmann vor der Polizei flüchtet. Das Stück wurde am 19. Dezember 1986 in der Komödie im Marquardt in Stuttgart uraufgeführt.

## Handlung

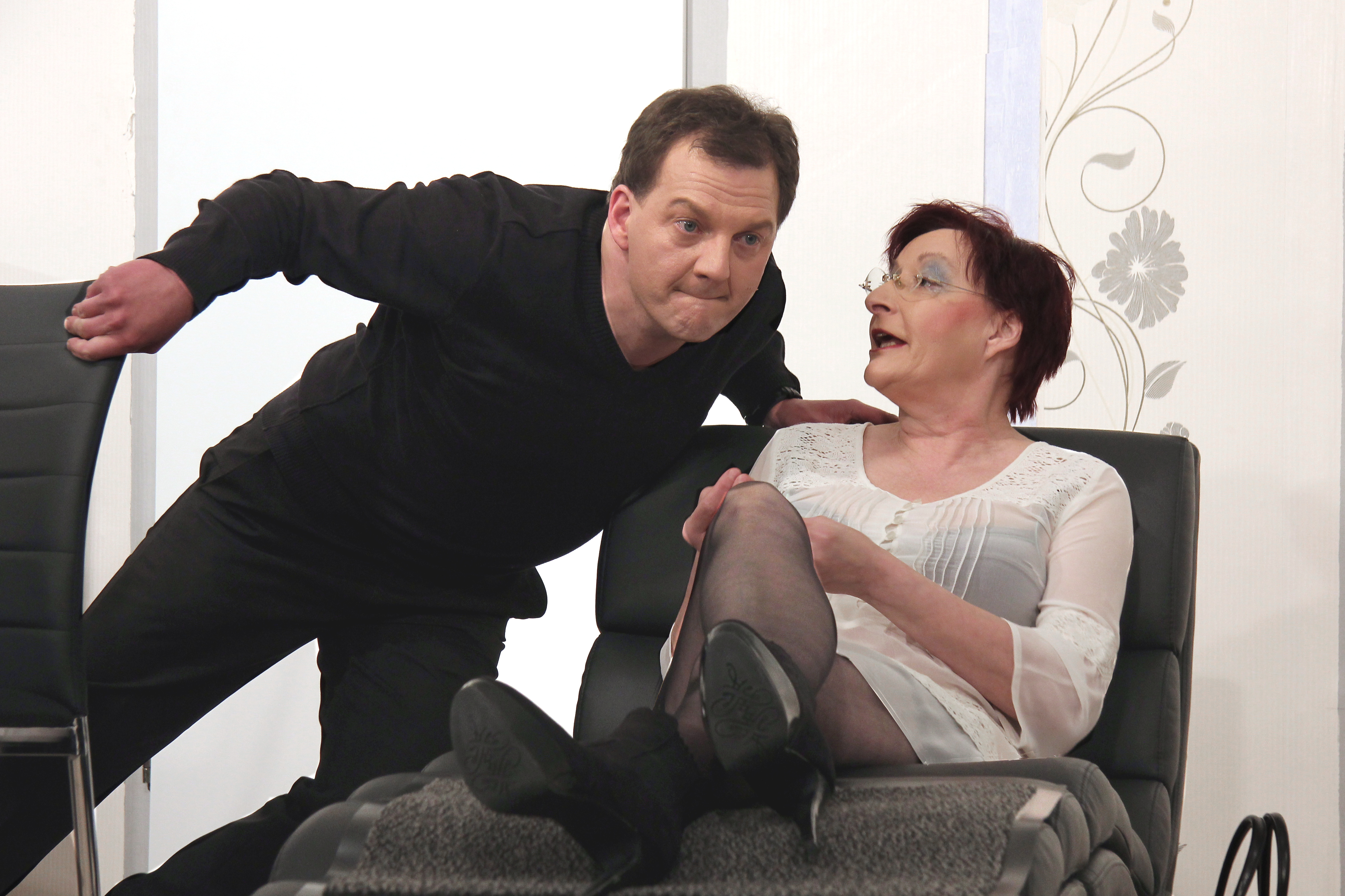
Aufführung der Kolping-Theatergruppe Kärlich 2013

### Erster Akt
Der als Weihnachtsmann verkleidete Kaufhausdieb Bollmann flieht wenige Tage vor Weihnachten vor der Polizei in die Praxis des Psychotherapeuten Dr. Otto Bart. Dort verstaut er das Kostüm in einer großen Tasche, die auch seine Beute enthält. Die hereinkommende Arzthelferin Frau Engel hält Bollmann für Doktor de Witt, die angekündigte Vertretung ihres Chefs, der zurzeit im Urlaub ist. Bollmann hat zwar einst ein Studium der Veterinärmedizin begonnen, aber keinerleri Kenntnisse im Bereich der Psychotherapie. Dennoch beginnt er notgedrungen die Patienten zu behandeln. Erste Patientin ist die Schriftstellerin Claudia Carrera. Sie leidet an einer Schreibhemmung und einem „Bikinikomplex“. Als nächster Patient erscheint Jürgen Novacek, ein Finanzbeamter mit Angstproblemen, der sich für Elvis Presley hält und sich von Bollmann Mut zusprechen lässt. Anschließend kommt die Kleptomanin Sybille Bast in die Praxis. Sie lenkt zum Abschluss des ersten Aktes Bollmann ab, stiehlt dessen Beutetasche und verschwindet.

### Zweiter Akt
Der zweite Akt beginnt mit einem doppelt an die Schriftstellerin Carrera und den Finanzbeamten Novacek vergebenen Termin. Bollmann bewältigt die Situation, indem er sie vom Wert einer Gruppentherapie überzeugt. Auch die Kleptomanin Bast erscheint. Sie bringt Bollmanns Tasche zurück und möchte ihm eine weitere gestohlene Tasche schenken. Letzter Patient ist Kommissar Maiwald, der unter dem Druck, den Kaufhausdieb im Nikolausgewand fassen zu müssen, eine Depression entwickelt hat.

### Dritter Akt
Im dritten Akt gelingt es Bollmann, den Kommissar und den Finanzbeamten Novacek von ihren Leiden zu befreien. Als der echte Doktor de Witt erscheint, erklärt Bollmann Frau Engel, dieser Mann sei sein Bruder, der sich einbilde, er sei der echte Doktor de Witt.
Zu Beginn des vierten Aktes verlässt Bollmann die Praxis wegen eines angeblichen Notfalls, während Kommissar Maiwald zurückkommt und berichtet, er habe den Dieb im Weihnachtsmannkostüm gefasst. Kurz darauf erkennt Frau Engel, dass Dr. de Witt die richtige Urlaubsvertretung ihres Chefs ist. Der Finanzbeamte Novacek tritt derweil in der Praxis als Elvis Presley im Glitteranzug auf. Bollmann ist inzwischen vom „Notfall“ zurück. Sybille Bast stellt ihn dem Kommissar als Journalisten vor. Bollmann übergibt ihm die Tasche mit dem Geld. Zum Abschied lobt Bollmann sich selbst und sagt: „Ich bin und bleibe – auch bei Neurosen – Kavalier.“

## Aufführungen
Der Neurosenkavalier gilt als eines der erfolgreichsten deutschen Boulevardstücke, war die erste „westdeutsche“ Komödie, die auch in der DDR gespielt wurde, und wurde in mindestens elf verschiedenen Ländern aufgeführt. Das Wortspiel im Titel lässt sich nicht in jeder Sprache reproduzieren. In der tschechischen Übersetzung von Vladislav Kilian beispielsweise heißt das Stück Každému jeho psychoterapeuta (Jedem seinen Psychotherapeuten).
Zu den Darstellern der Uraufführung gehörten Claus Biederstaedt und Karin Dor, die ihre Rollen auch in zahlreichen weiteren Aufführungen und bei deutschlandweiten Tourneen immer wieder spielten. Biederstaedt, der zum Teil auch Regie führte, spielte den Bollmann bis ins hohe Alter mehr als 1000 Mal. Auch die Autoren Gunther Beth und Dieter B. Gerlach standen als Schauspieler in ihrer Komödie auf der Bühne. Im Dezember 2007 fand im Theater am Dom in Köln die 1000. Vorstellung in der Original-Besetzung mit Claus Biederstaedt, Karin Dor und Gunther Beth statt. Die Namen der dargestellten Personen und Handlungsorte waren je nach Inszenierung unterschiedlich; bei Aufführungen im schweizerischen Wil z. B. wurden die Aktivitäten des Diebes in Migros-Filialen der Region verlegt. Es gibt auch diverse Mundartbearbeitungen. In die niederdeutsche Sprache übertragen führte es die Speeldeel 2022 im theater itzehoe auf.
Das Stück wurde unter dem Titel Ach du Fröhliche 1995 mit Harald Juhnke, Marijam Agischewa und Nicole Heesters in den Hauptrollen verfilmt. Regie führte Stefan Lukschy. Bereits 1994 war eine Inszenierung aus Mailand für das italienische Fernsehen aufgezeichnet worden. Im November 2000 hatte die Inszenierung von Felix Dvorak an den Kammerspielen der Josefstadt in Wien mit Harald Serafin in der Hauptrolle Premiere, die im Folgejahr vom ORF aufgezeichnet und seitdem mehrfach im Fernsehen ausgestrahlt wurde. Die St. Galler Bühne spielte das Stück in der Saison 2001/2002.
Weitere Aufführungen fanden 2008 in der Stadthalle Olpe mit Claus Biederstaedt in der Hauptrolle sowie 2011 im Packhaustheater in Schnoor statt.
Der Neurosenkavalier wurde auch häufig von Laienspielgruppen und Amateurtheatern aufgeführt, u. a. 1992 vom Theaterensemble Rothenbergen, 2007 von der Volksbühne Bad Homburg, 2013 von der Theatergruppe der Kolpingsfamilie St. Mauritius Kärlich in Mülheim-Kärlich und nach der Corona-Pandemie 2023 vom Theaterverein Babenhausen.

## Hintergrund und Rezeption
Autor Gunther Beth schrieb im Jahr 2013: „Psychotherapie ist zu einer Dienstleistung mit ständig steigender Nachfrage geworden. Jeder Dritte bei uns in der Bundesrepublik ist in seinem Seelenhaushalt gestört.“ Ergänzend dazu heißt es in einem Programmblatt, das sich auf Beth bezieht: „So greifen Depressionen, Neurosen und Psychosen immer mehr um sich. Abhilfe verheißen eine Unzahl von psychotherapeutischen Praktiken und Theorien. Für den Laien sind daher Wissenschaft und Scharlatanerie schwer zu unterscheiden, da Wege und Abwege dicht beieinanderliegen.“
Frank Becker erklärte in seiner Kritik Jeder Dritte hat ’ne Meise! aus dem Jahr 2009, die Intention des Stückes sei „Kritik an der Analyse“.
Christof Lampart gestand in einer Kritik aus dem Jahr 2017 dem „im Grunde wenig tiefsinnigen Stück“ zwar Unterhaltungswert zu, stellte aber auch fest, dass die Figuren „alle aus dem Lehrbuch eines Nervenklempners entsprungen zu sein scheinen“. Das Ende des Stücks sei „schon ein bisschen unbefriedigend“, weil alle Probleme „wie von Geisterhand“ gelöst würden – durch „Tips, für die es in der Regel nicht einmal eines wahnsinnig gesunden Menschenverstandes“ bedürfe. Im Bühnenbild der Inszenierung der Bühni Wyfelde erkannte und begrüßte er „den Mief der 1970er-Jahre“. Auch das Zimmertheater Detmold hatte 30 Jahre nach der Premiere des Stückes auf eine altertümliche Kulisse und nostalgische Elemente gesetzt und damit den verjährten Charme der Komödie betont. Christina Burghagen siedelte das Stück offenbar versehentlich in den 1970er-Jahren an.
Bob Emsden bezeichnete das Boulevardstück, in dem „sich die unterschiedlichsten Knalltüten die Klinke in die Hand“ gäben, als höchst unterhaltsam, aber auch tiefgründig, gab aber keine Gründe für diese Einschätzung an.
Als „Feel-Good-Weihnachtsstück“ wurde das Stück dagegen – in der schwäbischen Version von Monika Hirschle und der Inszenierung von Stephan Bruckmeier – in einer Kritik aus dem Jahr 2016 bezeichnet: „In schwierigen Zeiten wird hier die Sehnsucht nach leichter, unkomplizierter Unterhaltung ohne tiefere Bedeutung bedient und zugleich verdeutlicht, dass Täuschung durch Illusion in der Manier von Thomas Manns Hochstapler Felix Krull bestens funktioniert, wenn man von sich selbst überzeugt ist.“ Im Übrigen zeige das Stück, „dass letztlich alle ein bisschen gaga sind und Mitmenschlichkeit eine enorme Heilkraft hat“. Die Dialoge wirkten in der schwäbischen Version allerdings teilweise „lahm“ und den „gebrauchsphilosophischen Weisheiten“ fehle „der zündende Witz“. Auch Gerlach, der sich zusammen mit Beth die Premiere der Bruckmeier-Inszenierung angesehen hatte, war vom mangelnden Tempo im ersten Teil nicht angetan. Die Sprache mache das Stück hier sehr langsam. „Jede Komödie braucht Tempo. Das sollte man eigentlich wissen.“ Dass man in Stuttgart den verklemmten Finanzbeamten mit Reinhold Weiser besetzt hatte, hatte ihn dagegen begeistert, weil mit diesem Darsteller die Figur des Elvis das Publikum so überraschend mitgerissen habe und der falsche Therapeut in diesem Moment in den Hintergrund getreten sei: „Es ist immer gut, wenn ein Stück nicht nur auf einer Person ruht.“ Elvis war für Gerlach eine der tragenden Figuren des Stücks. Deswegen war dieser auch von der Fernsehversion des Neurosenkavaliers mit Harald Juhnke so enttäuscht: „Ganz ehrlich, ich habe mir gedacht: Was für ein Schrott. Elvis war gar nicht vorhanden, und Harald war eben Harald und nicht der Neurosen-Kavalier.“